# سلوك الخيل

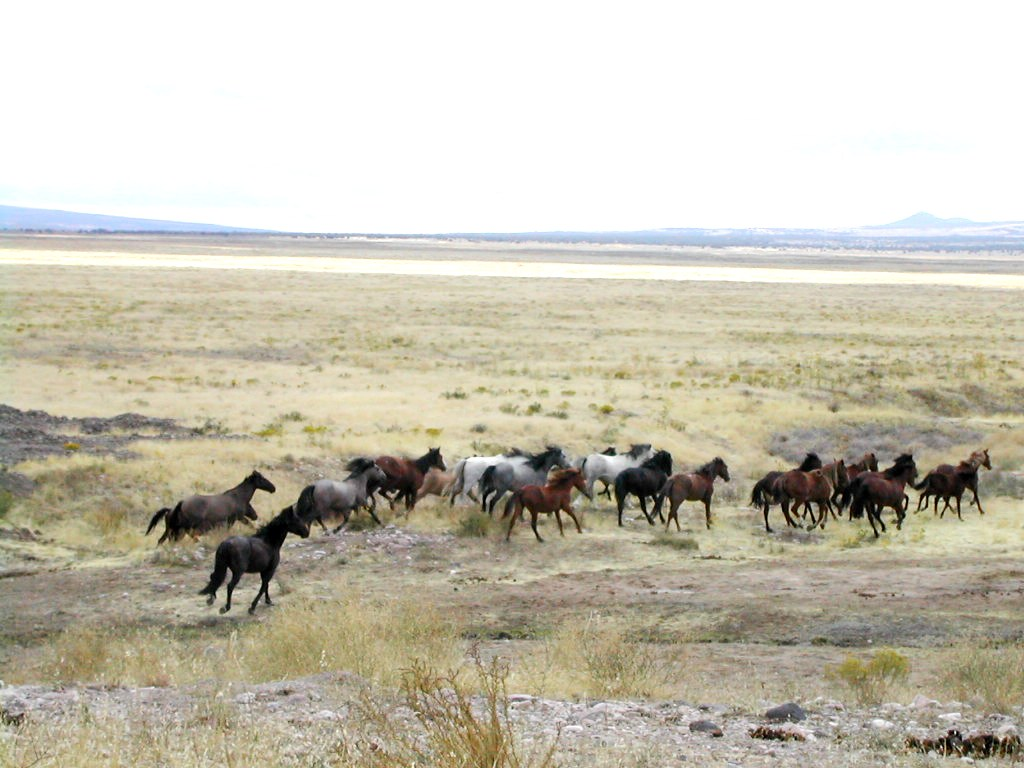
خيول برية (يوتا, 2005)

من منظور أن الخيول فرائس تحمل غريزة الهرب, نتوصل إلى فهم حقيقي لسلوك الخيول. فأول استجابة لأي تهديد يواجهها يكون بالهرب, بالرغم من أنها معروفة أيضا بالتزام أرضها والدفاع عن القطيع في حالة استحالة الهرب, على سبيل المثال إذا كان مهراً في خطر.
مع ذلك, وبسبب أن بنية الخيول الجسدية تناسب عدد من الأعمال والمهام فقد إستأنسها الإنسان منذ آلاف السنين, ولقد خدمت الإنسان منذ ذلك الوقت. عبر عملية الانتخاب أُنتجت سلالة من الخيول لتصبح طيعة للإنسان, وهي على وجه التحديد الخيول الأضخم والأثقل وزنا. بينما الخيول الأخف وزنا فقد طورت لتقوم بالمهام التي تطلبت السرعة وخفة الحركة واليقظة والقدرة على التحمل، وهي الصفات الطبيعية التي تمتد من أسلافها البرية.

## الخيول البرية
الخيول تعتبر حيوانات اجتماعية جدا، حيث تفضل العيش جماعات كباقي الكائنات, وهو سلوك اجتماعي لحفظ النوع من الانقراض.

### سلوك القطيع في البرية
قطعان الخيول البرية عادة ماتكون مجموعات صغيرة تتشارك الأقاليم. وهذه القطعان منظمة بحيث تشمل ذكر بالغ واحد ومجموعة من الإناث. كل قطيع يقوده فرس, ويظم القطيع أيضا المهور وخيول غير بالغة من الجنسين وأحيانا تظل بعض الذكور الأقل سيطرة على هامش المجموعة.
تكوين القطعان يتغير بشكل دوري, في حال محاولة تحدي الفحول الشابة فحل القطيع أو في حالة انتقال الخيول الشابة إلى قطعان أخرى.

### دور الفرس القائدة
خلافاً للتصور التقليدي بأن الفحل هو قائد قطيع الخيول من الإناث, فالفرس هي القائد الفعلي والمسيطر على قطيع الخيول البرية, وفي الغالب تكون الفرس الأكبر سنا. وظيفتها تأمين سلامة القطيع وتوفير مصادر الغذاء. تستلم القيادة أثناء تنقل القطيع وتحدد أفضل المعابر عند الانتقال من أرض لأخرى, ولها الأحقية في الشرب أولا وانتقاء أفضل بقعة في منطقة الرعي.

### دور الفحل
حافة القطيع هي منطقة سيطرة فحل القطيع, لحماية القطيع من الحيوانات المفترسة وذكور قطعان الخيول الأخرى. وفي أثناء التنقل يحتل الفحل موخرة القطيع لحمايتة وجمعه. أثناء مواسم التزاوج يميل الفحل إلى التصرف بعنف في سبيل حفظ الأفراس من الهرب لخارج القطيع. وغالبا مايتسم الفحل بالهدوء, يقضي معظم الوقت في الحراسة ولايتم ذلك برعي الأفراس بل بترك علامات من السماد والبول لتحديد موقعه كفحل للقطيع.

### نسبة الأفراس إلى الفحول في القطيع
بيولوجياً, يحتاج القطيع في البرية إلى فحل واحد لكل 10-20 فرس, بالرغم من أن القطعان في العادة أقل من ذلك. أما عن الفحول المستأنسة فهي, بتدخل الإنسان, تتزاوج مع أكثر من ماهو مسموح به في البرية. فالمزارع التقليدية تحد تزاوج الفحل إلى 40-60 فرس في السنة. لكن اليوم ونتيجة للتزاوج المدروس الذي يتم فقط إذا وصلت الفرس إلى ذروة دورة الشبق يصل تزاوج الفحل مع أكثر من 200 فرس في السنة. وباستخدام تقنيات كتقنية التلقيح الاصطناعي يمكن لفحل واحدأن ينتج الآلف من المهور سنوياً, لكن على على أرض الواقع, ولاعتبارات اقتصادية فقد وضعت حدود للإنتاج.

## التواصل

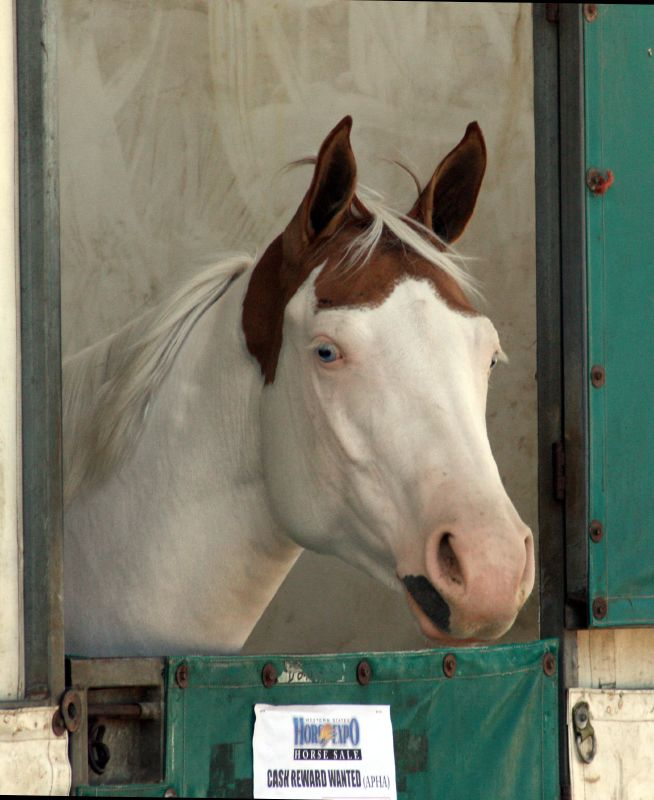
وضعية الأذن للأمام تشير إلى الانتباه والسعادة

وضعية الأذن ومستوى الرأس وحركة الذيل تعكس الحالة النفسية للخيل. فأوضح إشارة يرسلها الخيل عندما يرسل أذنيه للخلف بمحاذاة رأسه مع تقليب العين بحيث يظهر بياض العين يدل على الألم أو الغضب. وضعية الأذن السابقة مع تحريك قوي للذيل والدوس بالقدمين يعبر بها عن عدم الارتياح، نفاد الصبر، أو القلق.
حركة الذيل هي شكل من أشكال التواصل أيضا. حركة الذيل الخفيفة ربما لطرد الحشرات أو بسبب حكة. لكن الحركة القوية ربما تشير إلى الألم أو الغضب. الذيل المطوي تجاه الجسد يشير إلى عدم الراحة نتيجة للبرد وفي بعض الحالات بسبب الألم. وقد يعبر الخيل عن الإثارة والتوتر برفع ذيله والشخير أو النخير أيضا وتركيز عينيه على مصدر المؤثر.
الخيل لا يستخدم فمه للتواصل بالدرجة التي يستخدم فيها أذنيه وذيله، ولكن القليل من حركات الفم تحمل معاني معينة أبعد من مجرد تناول الطعام. الأسنان المكشوفة بشكل كامل تشير إلى سلوك عدواني بالإضافة إلى استطالة العنق وطقطقة باللأسنان. تقوم الخيول بمحاكاة عملية المضغ بدون الطعام وهي آلية تساعدها ربما على تصريف التوتر, بالرغم من أن بعض الخيول المدربة تقوم بعمل ذلك على سبيل التعبير عن الخضوع. الخيول المسترخية جدا ربما نلاحظ تدلي الشفاة والفك الأسفل بشكل واضح

## أنماط النوم

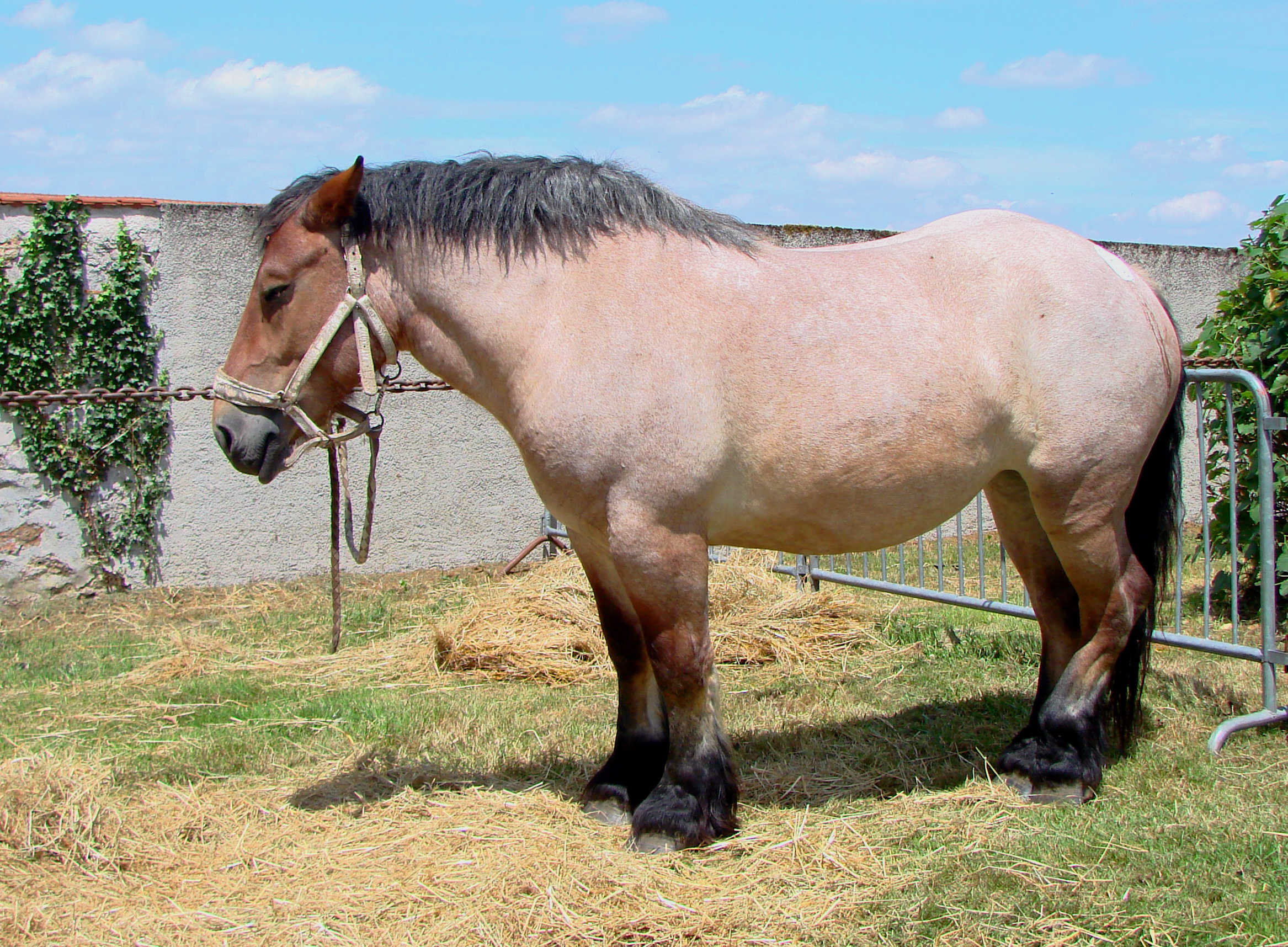
خيل ينام وهو قائم

الخيول قادرة على النوم في كلا الحالتين وهي قائمة أو مستلقية على الأرض. هي قادرة على الدخول في مرحلة النوم الخفيف وهي قائمة. ويعود ذلك إلى غريزتها كفريسة في الحياة البرية, فالاستلقاء يجعلها أكثر عرضة لخطر الحيوانات المفترسة. هي قادرة على النوم وهي قائمة لأنها خلقت بسيقان تحمل تقنية معينة تمكنها من إراحة عضلاتها بدون الحاجة إلى الاستلقاء.
تختلف الخيول عن الإنسان في عدم حاجتها إلى فترات طويلة وغير متقطعة من النوم. فهي تحصل على كفايتها من النوم بفترات قصيرة ومتقطعة. ويعود ذلك إلى أن الخيول فرائس بحاجة أن تكون مستعدة للهرب في أي لحظة من حيوان مفترس. فتقضي الخيول ما بين 4 إلى 15 ساعة يوميا ترتاح فيه وهي قائمة, ومن عدة دقائق لعدة ساعات من الاستلقاء على الأرض. وبالرغم من ذلك لاتقطع الخيول كل هذا الوقت بالراحة في الواقع, فالمجموع الكلي لأوقات الراحة يوميا حوالي ساعتين خلال 24 ساعة على فترات متقطعة تصل إلى 15 دقيقة.

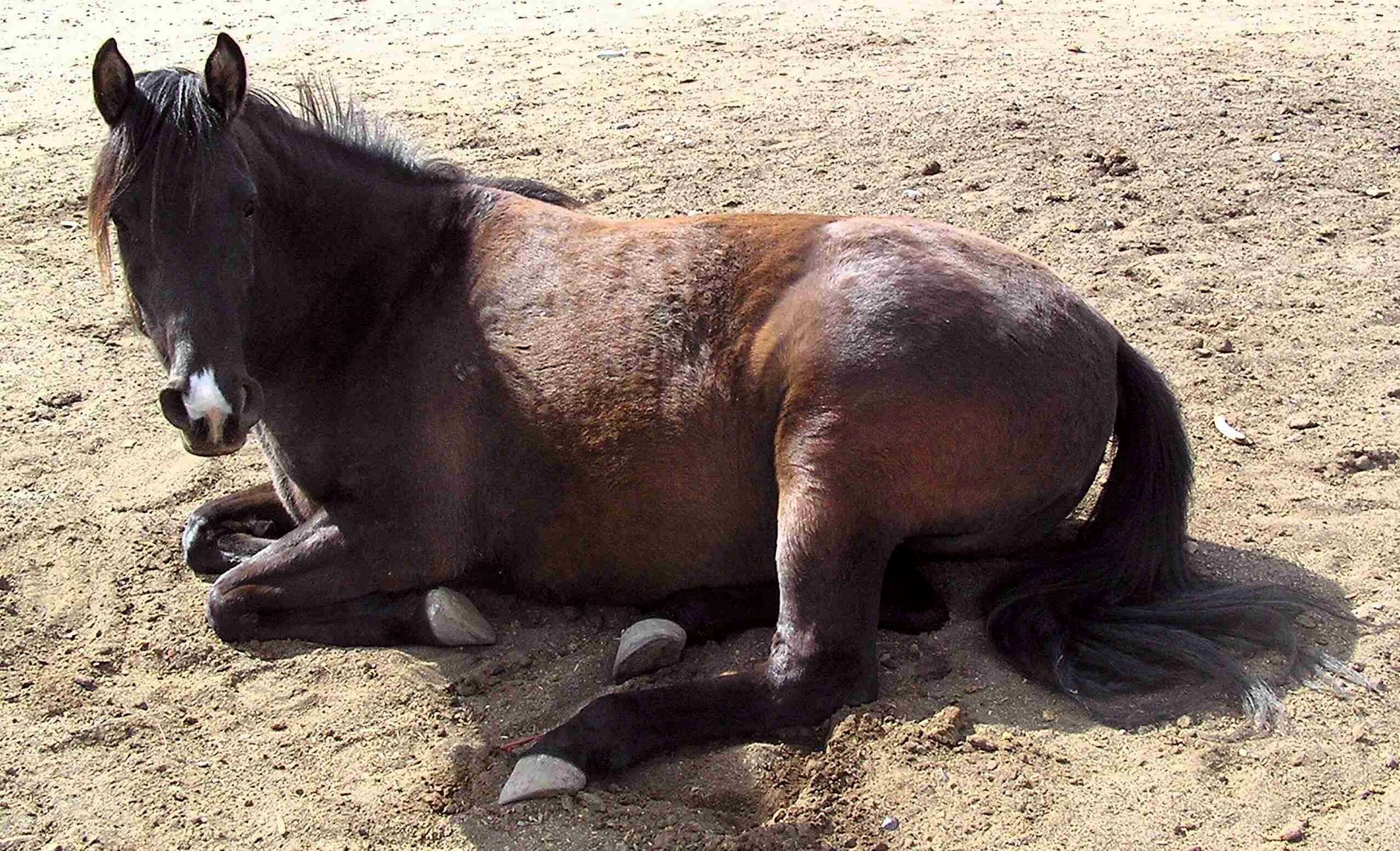
الخيول بحاجة إلى الاستلقاء على الأرض للوصول إلى مرحلة حركة العين السريعة في النوم.

الخيول بحاجة إلى الاستلقاء على الأرض للوصول إلى مرحلة حركة العين السريعة في النوم. وهي بحاجة فقط إلى من ساعة إلى ساعتين كل عدة أيام للحصول على الحد الأدنى. وإذا لم يُسمح للخيل بالنوم مستلقيا, بعد عدة أيام قد يسقط الخيل فجأة نتيجة لدخوله في مرحلة حركة العين السريعة وهو قائم. هذه الحالة تختلف عن حالة الخدار, وقد تصاب الخيول باضطراب ما.
تنام الخيول بشكل أفضل في مجموعة, لأن بعض الخيول ستنام في حين تبقى الأخرى تحرس متيقظة لأي خطر. الخيول التي تبقى وحيدة بشكل كامل ربما لن تنام بسبب غريزتها التي تبقي أعينها متيقظة خوفا من الافتراس.

## أنماط الأكل
تقضي الخيول ساعات طويلة من اليوم في أكل العلف, فهي حيوانات مراعي بامتياز, تقضي معظم وقتها في البرية بأكل الأعشاب. كميات صغيرة من العلف يوميا طوال اليوم. وقد تصبح الخيول متوترة إذا كانت هناك فترة طويلة بين الوجبات.